# 아트 디렉터
아트 디렉터(Art director)는 극장, 광고, 마케팅, 출판, 패션, 영화, 텔레비전, 인터넷, 비디오 게임 분야의 다양한 유사 직업 기능을 하는 직위의 이름이다. 문화예술공연사업의 기획을 총괄적으로 다룬다. 또한 광고, 홍보, 그래픽 디자인 분야에서는 주로 시각적인 표현 수단을 계획하고 총괄, 감독하는 직무이기도 하다. 클라이언트의 의뢰, 요구 또는 입안된 계획을 단계적으로 달성시키기 위한 밑그림과 진행과정을 지휘한다. 미디어 분야에서는 그 소재와 표현 방법을 모색하고 결정한다

## 같이 보기
- 미술 감독